# Зелен питон
Зелните питони (Morelia viridis) са вид влечуги от семейство Питонови (Pythonidae).
Разпространени са на остров Нова Гвинея и близките части на Австралия.
Таксонът е описан за пръв път от Херман Шлегел през 1872 година.